# Llista de participants al Tour de França de 1938
En el Tour de França de 1938 els ciclistes corrien per equips nacionals. Els països amb més tradició ciclista: Bèlgica, Itàlia, Alemanya i França enviaren equips amb dotze ciclistes cadascun. Espanya, Luxemburg, Suïssa i els Països Baixos van enviar equips més petits, de sis ciclistes cadascun. A banda, els francesos tenien dos equips addicionals de dotze ciclistes cadascun: els cadets i els Bleuets.
Els tres equips més potents eren el belga, el francès i l'italià. L'equip nacional italià era liderat per Gino Bartali, que liderava l'edició del 1937 quan patí una important caiguda que li va fer perdre totes les opcions. La federació italiana de ciclisme li havia demanat que no participés en el Giro d'Itàlia de 1938 i que concentrés tots els seus esforços en el Tour de França.

## Llista de participants
| Llegenda                 | Llegenda | Llegenda              | Llegenda                                                                                         |
| ------------------------ | --- | --------------------- | ------------------------------------------------------------------------------------------------ |
| #                        | Dorsal de sortida que du el ciclista al Tour                                                                | Pos.                  | Posició final a la classificació general                                                         |
| Mallot groc              | Vencedor de la classificació general                                                                        | Mallot de la muntanya | Vencedor de la classificació de la muntanya                                                      |
| Mallot verd              | Vencedor de la classificació per punts                                                                      | Mallot blanc          | Vencedor de la classificació dels joves                                                          |
| classificació per equips | Vencedor de la classificació per equips                                                                     | Combativitat          | Vencedor de la combativitat                                                                      |
| NP                       | Indica un ciclista que no ha pres la sortida en una etapa, seguit del número de l'etapa en què s'ha retirat | AB                    | Indica un ciclista que no ha finalitzat una etapa, seguit del número d'etapa en què s'ha retirat |
| HD                       | Indica un ciclista que ha finalitzat una etapa fora de control, seguit del número d'etapa                   | EX                    | Corredor exclòs per no respectar el reglament                                                    |
| *                        | Indica un corredor que lluita pel mallot blanc                                                              |                       |                                                                                                  |

| Bèlgica | Bèlgica            | Bèlgica |
| Núm.    | Ciclista           | Pos     |
| ------- | ------------------ | ------- |
| 1       | Sylvère Maes       | 14      |
| 2       | Marcel Kint        | 9       |
| 3       | Félicien Vervaecke | 2       |
| 4       | Albertin Disseaux  | 12      |
| 5       | Éloi Meulenberg    | AB-12   |
| 6       | Émile Masson       | 34      |
| 7       | Jules Lowie        | 7       |
| 8       | Edward Vissers     | 4       |
| 9       | François Neuville  | 17      |
| 10      | Theo Pirmez        | EX-8    |
| 11      | René Walschot      | 51      |
| 12      | Constant Lauwers   | 39      |

| Itàlia | Itàlia            | Itàlia |
| Núm.   | Ciclista          | Pos    |
| ------ | ----------------- | ------ |
| 13     | Gino Bartali      | 1      |
| 14     | Vasco Bergamaschi | 33     |
| 15     | Aldo Bini         | 48     |
| 16     | Enrico Mollo      | 38     |
| 17     | Glauco Servadei   | 20     |
| 18     | Jules Rossi       | NP-13  |
| 19     | Mario Vicini      | 6      |
| 20     | Giordano Cottur   | 25     |
| 21     | Augusto Introzzi  | 46     |
| 22     | Giuseppe Martano  | 27     |
| 23     | Settimio Simonini | AB-11  |
| 24     | Nello Troggi      | 54     |

| Alemanya | Alemanya         | Alemanya |
| Núm.     | Ciclista         | Pos      |
| -------- | ---------------- | -------- |
| 25       | Fritz Scheller   | AB-9     |
| 26       | Karl Seidel      | EX-8     |
| 27       | Fritz Ruland     | AB-2     |
| 28       | Herbert Hauswald | 52       |
| 29       | Heinz Wengler    | AB-9     |
| 30       | Reinhold Wendel  | 53       |
| 31       | Jupp Arents      | 45       |
| 32       | Herman Schild    | EX-8     |
| 33       | Paul Langhoff    | AB-9     |
| 34       | Willi Oberbeck   | EX-8     |
| 35       | Karl Heide       | NP-12    |
| 36       | Otto Weckerling  | 21       |

| França | França             | França |
| Núm.   | Ciclista           | Pos    |
| ------ | ------------------ | ------ |
| 37     | Antonin Magne      | 8      |
| 38     | Pierre Gallien     | 15     |
| 39     | Jean Fréchaut      | 18     |
| 40     | Auguste Mallet     | AB-14  |
| 41     | Marcel Laurent     | AB-14  |
| 42     | Pierre Jaminet     | 44     |
| 43     | Sylvain Marcaillou | NP-6a  |
| 44     | Georges Naisse     | AB-18  |
| 45     | Victor Cosson      | 3      |
| 46     | Georges Speicher   | EX-8   |
| 47     | Paul Maye          | NP-2   |
| 48     | Jean-Marie Goasmat | 11     |

| Espanya | Espanya             | Espanya |
| Núm.    | Ciclista            | Pos     |
| ------- | ------------------- | ------- |
| 49      | Mariano Cañardo     | 16      |
| 50      | Julián Berrendero   | 29      |
| 51      | Rafael Ramos        | 19      |
| 52      | Antoni Alsina Cerra | AB-13   |
| 53      | Emiliano Álvarez    | EX-8    |
| 54      | Antonio Prior       | AB-1    |

| Suïssa | Suïssa        | Suïssa |
| Núm.   | Ciclista      | Pos    |
| ------ | ------------- | ------ |
| 55     | Edgar Hehlen  | AB-13  |
| 56     | René Pedroli  | EX-8   |
| 57     | Paul Egli     | 31     |
| 58     | Theo Perret   | AB-11  |
| 59     | Bruno Besana  | AB-9   |
| 60     | Albert Knutti | AB-13  |

| Països Baixos | Països Baixos       | Països Baixos |
| Núm.          | Ciclista            | Pos           |
| ------------- | ------------------- | ------------- |
| 61            | Piet van Nek        | EX-8          |
| 62            | Janus Hellemons     | 55            |
| 63            | Gerrit Schulte      | EX-8          |
| 64            | Jozef Dominicus     | EX-8          |
| 65            | Theo Middelkamp     | 43            |
| 66            | Antoon van Schendel | 50            |

| Luxemburg | Luxemburg         | Luxemburg |
| Núm.      | Ciclista          | Pos       |
| --------- | ----------------- | --------- |
| 67        | Mathias Clemens   | 5         |
| 68        | Jean Majerus      | 49        |
| 69        | François Neuens   | 37        |
| 70        | Pierre Clemens    | AB-15     |
| 71        | Arsène Mersch     | 32        |
| 72        | Christophe Didier | AB-11     |

| França-CADETS | França-CADETS     | França-CADETS |
| ------------- | ----------------- | ------------- |
| Num           | Ciclista          | Pos           |
| 73            | André Leducq      | 30            |
| 74            | René Vietto       | AB-2          |
| 75            | Raymond Louviot   | 26            |
| 76            | Raoul Lesueur     | NP-14         |
| 77            | Sauveur Ducazeaux | EX-8          |
| 78            | Fabien Galateau   | 28            |
| 79            | Robert Tanneveau  | 13            |
| 80            | Robert Oubron     | 41            |
| 81            | Jean Fontenay     | 24            |
| 82            | Yvan Marie        | 23            |
| 83            | Raymond Passat    | 22            |
| 84            | Bruno Carini      | 47            |

| França-BLEUETS | França-BLEUETS    | França-BLEUETS |
| -------------- | ----------------- | -------------- |
| Num            | Ciclista          | Pos            |
| 85             | Lucien Le Guével  | 36             |
| 86             | Oreste Bernardoni | 40             |
| 87             | Albert Bourlon    | 35             |
| 88             | André Deforge     | EX-8           |
| 89             | Joseph Goutorbe   | AB-13          |
| 90             | Dante Gianello    | 10             |
| 91             | Eloi Tassin       | AB-9           |
| 92             | Camille Leroy     | 42             |
| 93             | Pierre Spapperi   | AB-14          |
| 94             | Gaston Grimbert   | AB-14          |
| 95             | Lucien Lamure     | EX-8           |
| 96             | Charles Bouvet    | AB-1           |